# Ouled Fadel
Ouled Fadel è un comune dell'Algeria, situato nella provincia di Batna.